# Estadio Johan Cruyff
El Estadio Johan Cruyff es un recinto deportivo propiedad del Fútbol Club Barcelona, ubicado en Sant Joan Despí en la provincia de Barcelona, España; a un costado del predio de la Ciudad Deportiva Joan Gamper, pero funcionando de forma independiente. Recibe ese nombre en honor al histórico jugador y entrenador azulgrana, Johan Cruyff.
El recinto alberga los encuentros del F. C. Barcelona Atlètic, el F. C. Barcelona Femenino y del F. C. Barcelona Juvenil "A". Posee un aforo para 6000 espectadores, cumpliendo con las normativas de la Liga de Fútbol Profesional, y además, ha sido catalogado por la UEFA con categoría 3, por lo cual puede albergar partidos de la Liga de Campeones Femenina de la UEFA y de la Liga Juvenil de la UEFA.
La construcción fue una de las primeras fases del Espai Barça, contando con un presupuesto de 12 millones de euros, lo cual permitió  el posterior derribo del Miniestadi, antiguo campo del F. C. Barcelona Atlètic, en el distrito de Les Corts para la construcción a continuación del Nuevo Palau Blaugrana en ese emplazamiento.

## Historia

#### Planificación
El 21 de octubre de 2013, el Fútbol Club Barcelona anuncia la adquisición de una finca anexa a la Ciudad Deportiva Joan Gamper de 26 811 m² por 8,27 millones de euros, como inversión estratégica para impulsar un proyecto de Modificación del Plan General Metropolitano y así ampliar sus instalaciones deportivas en un 20 %.
Posteriormente el 14 de noviembre, el directivo responsable de Patrimonio del club, Jordi Moix anuncia que el terreno sería utilizado para la edificación de un nuevo estadio para el fútbol base, esto con el objetivo de demoler el Miniestadi y poder liberar la parcela ubicada en barrio de Les Corts para poder plantear reformas al Camp Nou, esto permitiría dar inicio con el megaproyecto del club, el Espai Barça.
En 25 de mayo de 2015 se anuncia que el estudio Batlle i Roig Arquitectes era el ganador del concurso para diseñar el nuevo estadio, cuyo proyecto estaba inspirado en el Campo de la calle Industria tomando un perfil asimétrico al poseer una grada baja y una tribuna de dos pisos. Este cumpliría con las exigencias para competir en la Segunda División de España y cumplir con la Categoría 3 de la UEFA, teniendo una capacidad para 6000 espectadores cubiertos, y 700 plazas de aparcamiento. El estadio tendría un coste de 12 millones de euros (9 millones para el estadio, 2 millones por el aparcamiento y uno, para la urbanización), con un inicio de obras para enero de 2016.
El 25 de marzo de 2017, en el marco de la conmemoración del primer aniversario de la muerte del histórico jugador y entrenador del club, Johan Cruyff, se anuncia que el nuevo estadio llevará su nombre debido a su aporte al fútbol base barcelonista.

#### Construcción
El 14 de septiembre de 2017, el club realiza un acto institucional para la colocación de la primera piedra del estadio, contando con la presencia del presidente Josep Maria Bartomeu; el comisionado encargado del Espai Barça, Jordi Moix; la familia de Johan Cruyff; el capitán del primer equipo, Andrés Iniesta; históricos jugadores como José María Bakero, Guillermo Amor y Hristo Stoichkov; las jugadoras del equipo femenino Laura Ràfols y Marta Unzué; representantes del Barça B y del fútbol base; y el alcalde de Sant Joan Despí, Antoni Poveda.

#### Inauguración
El estadio fue inaugurado el 27 de agosto de 2019, con un partido amistoso entre los juveniles del F. C. Barcelona y del Ajax de Ámsterdam, dos de los equipos donde jugó Cruyff. El exjugador azulgrana e hijo del ícono barcelonista, Jordi Cruyff, hace el saque de honor con el que se inaugura oficialmente el campo. El encuentro terminó con victoria del equipo holandés por 2-0 al cual asistieron 5214 aficionados.
El 7 de septiembre de 2019, en la primera jornada de la Liga Iberdrola 2019-20, el equipo femenino se impuso por 9-1 ante el C. D. Tacón ante 5413 personas, la mejor asistencia al estadio hasta ese momento.
El cuadro azulgrana, debutaría en el estadio durante la pretemporada de 2020 enfrentado al Nàstic de Tarragona y al Girona F. C. el 12 de septiembre y 16 de septiembre respectivamente, con dos victorias del cuadro culé, aunque este fue sin público en las gradas, debido a las condiciones sanitarias establecidas por la pandemia del COVID-19 que amenazaba ese año.
El primer equipo volvería al estadio en la pretemporada de 2021, donde volvería a enfrentar al Nàstic de Tarragona en una exhibición por 4-0, esta vez con un aforo reducido como norma preventiva ante 2037 personas, siendo el primer encuentro del Barca con público en las gradas.

## Instalaciones

#### Arquitectura

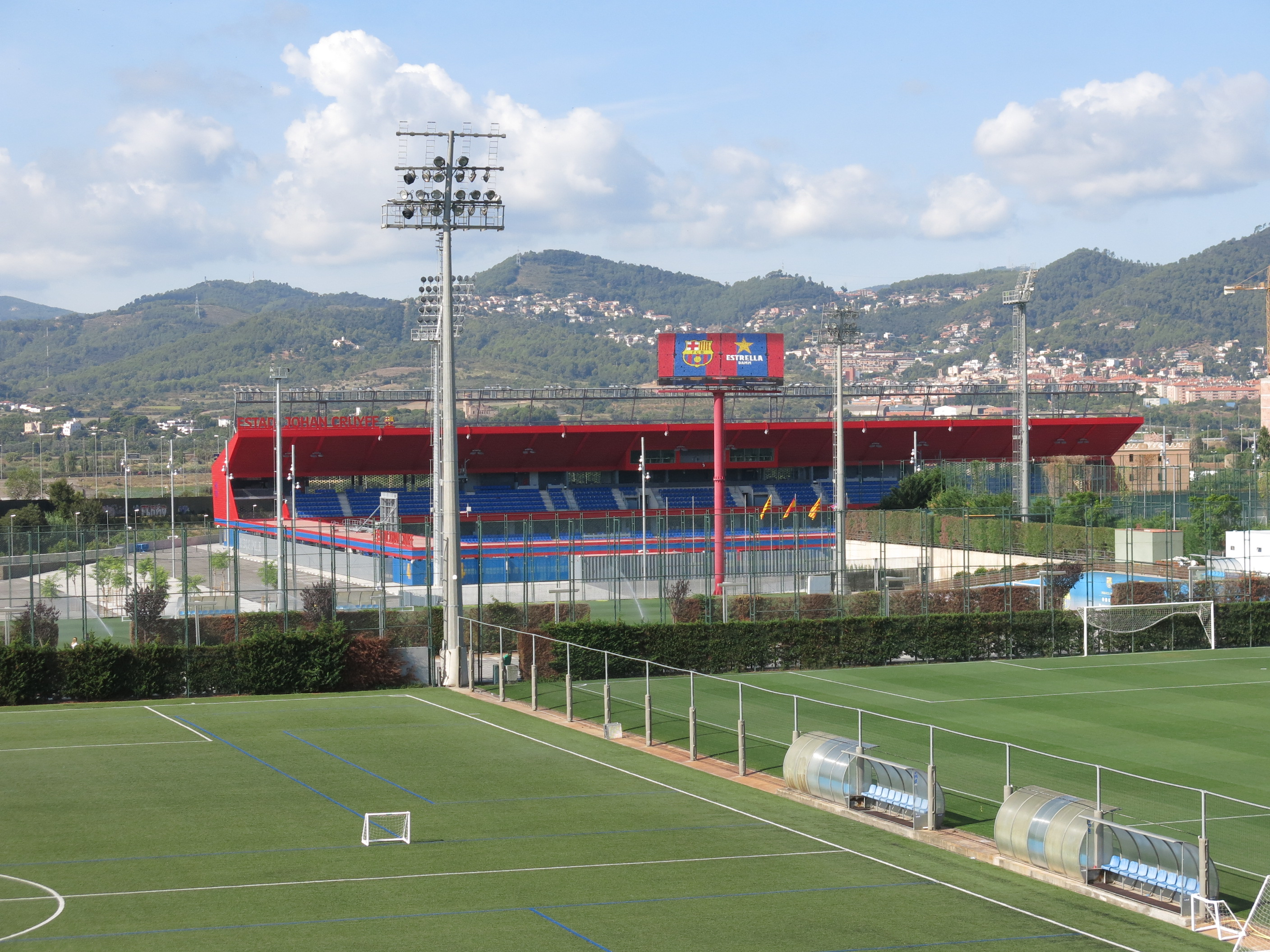
Vista del estadio desde la Ciudad Deportiva Joan Gamper

El estadio Johan Cruyff fue diseñado por el estudio Battle i Roig Arquitectura, presenta un aforo de 6000 localidades con asientos cubiertos, cuyo diseño es de carácter asimétrico con una tribuna alta de 1000 espectadores y una grada baja de 5000 espectadores inspirada en el primer estadio del Barça, el Campo de la calle Industria. Este campo es catalogado como estadio con Categoría 3 por la UEFA, debido a lo cual, está habilitado para disputar las competiciones de la Liga de Campeones Femenina de la UEFA y de la Liga Juvenil de la UEFA. También está homologado por la LFP para jugar en la Segunda División de España.

#### Características
Las dimensiones del terreno de juego son de 105 x 68 metros, utilizando un sistema de césped trenzado de láminas de fibra sintética en la hierba natural existente, basándose en un sistema de panes, para mantener unas buenas condiciones ante el daño por el uso. La instalación deportiva, dispone de 700 plazas de aparcamiento para automóviles. Adicionalmente, cuenta con 62 plazas para personas con movilidad reducida (más acompañante) situadas alrededor de todo el estadio. De igual forma, tiene zonas para la prensa y medios de comunicación, con espacios de trabajo y accesos independientes.
La iluminación del campo, utiliza focos con tecnología Led y posee dos videomarcadores ubicados sobre cada extremo del campo, junto con estar conectada y gestionada a través de un sistema BMS (Building Management System) implementando con tecnología BIM, para así cumplir con criterios de sostenibilidad y eficiencia energética. La instalación está conectada con la Ciudad Deportiva a través de una galería técnica subterránea y en nivel superior también con el barrio de Sant Joan Despí.

## Transportes

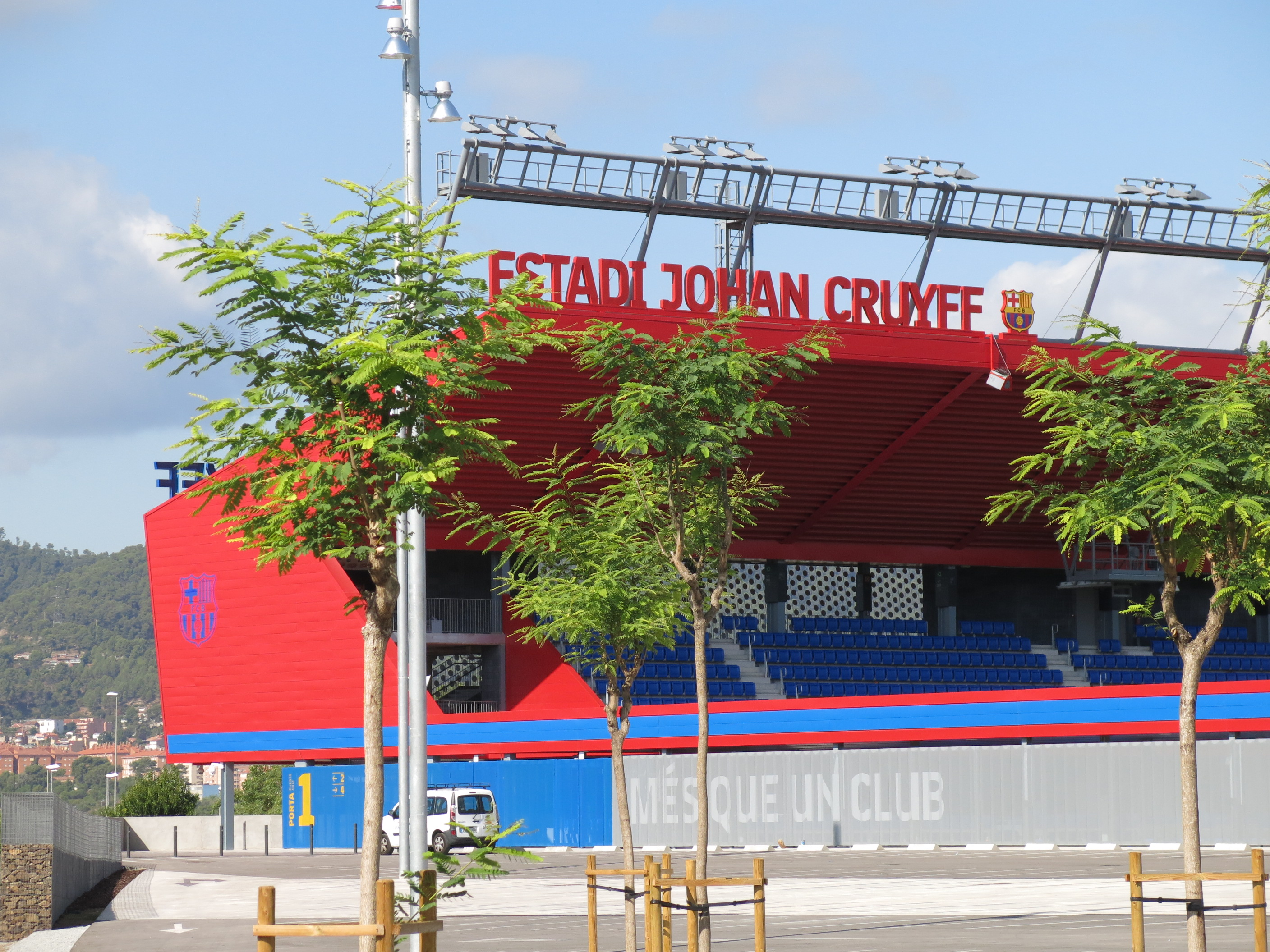
Vista de la explanada del estadio desde la calle M. Vázquez Montalbán

El estadio se encuentra ubicado entre las calles Manuel Vázquez Montalbán, Ana María Martínez Sagi y Federica Montseny en el sector de Les Begudes en el municipio de Sant Joan Despí. Cabe destacar que los nombres de las vías del barrio, asignados por el ayuntamiento, corresponden a figuras históricas relacionadas con el barcelonismo y con la guerra civil española. Para llegar al lugar se pueden utilizar diversos medios de transporte.

#### Metro
A unos 400 metros de la entrada de la Ciudad Deportiva Joan Gamper, se encuentra la estación de Estación de Sant Feliu-Consell Comarcal del Trambaix.

#### Tranvía
Estación Sant Feliu-Consell Comarcal de la línea 3 de Trambaix.

#### Tren
Cercanías de la estación Sant Feliu de Llobregat de las líneas R1 y R4 de Rodalies de Catalunya.

#### Autobús urbano
Existen diversas opciones para arribar al estadio por medio del Autobús urbano de Barcelona.
| Línea | Terminales                                      |
| ----- | ----------------------------------------------- |
| E43   | Les Corts <-> Sant Adrià                        |
| L50   | Trinitat Nova <-> Collblanc                     |
| L51   | Buenos Aires-Av. Sarrià <-> Sant Feliú          |
| L52   | Ciutat de la Justícia <-> Sant Feliú            |
| L60   | Pl. Glorias <-> Z. Universitaria                |
| L62   | Pl. Cataluña <-> C. Meridiana                   |
| L63   | Pl. Universidad <-> Sant Joan Despí             |
| L64   | Barceloneta <-> Pedralbes                       |
| 78    | Est. Sants <-> Sant Joan Despí                  |
| N12   | Pg. Colom <-> Ctra. Laureà Mirò                 |
| N13   | Pl. Cataluña <-> Parc Sanitari Sant Joan de Déu |